# Alfa Romeo South Africa

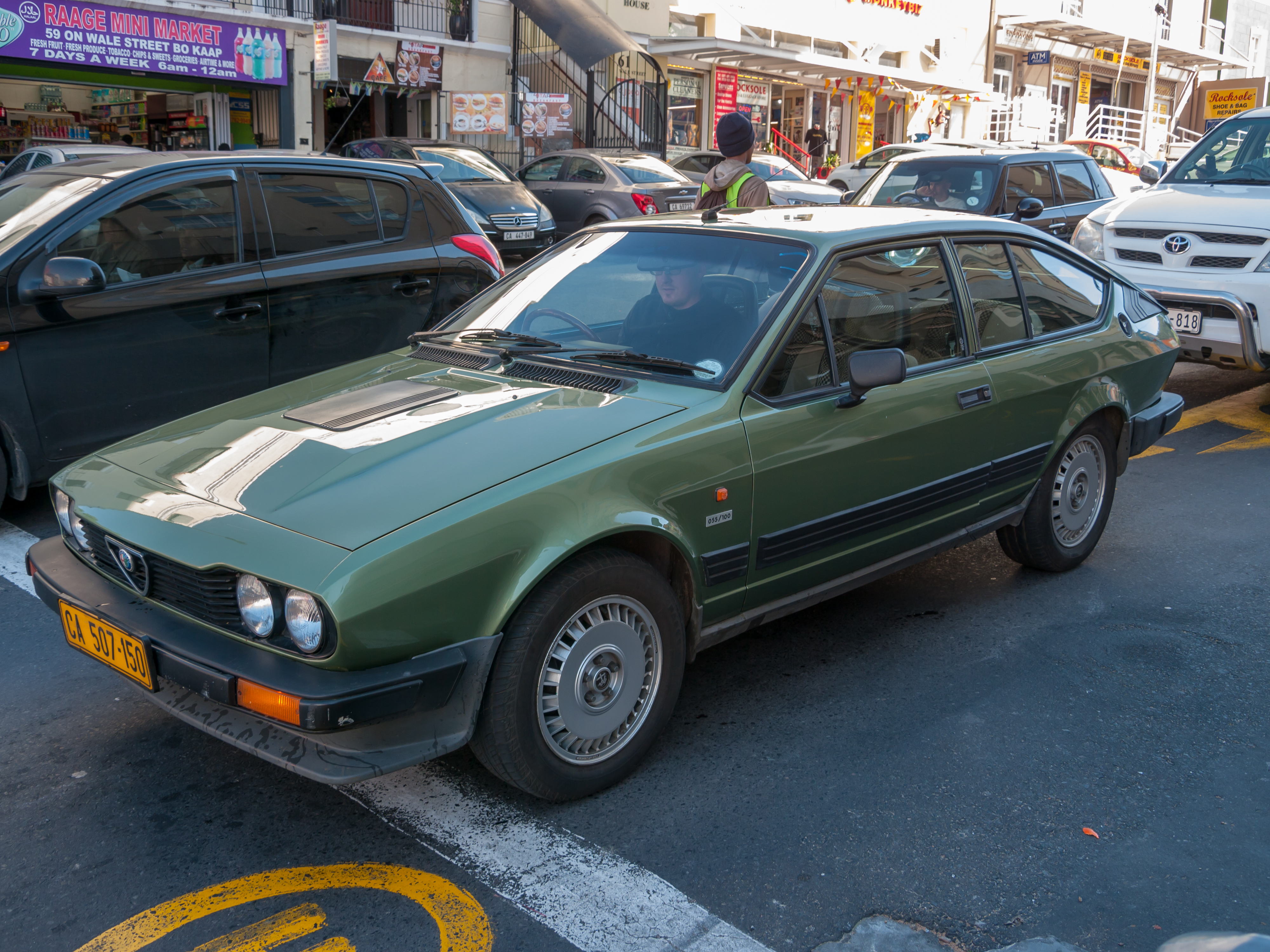
Alfa Romeo GTV6 für den südafrikanischen Markt

Alfa Romeo South Africa (Pty) Ltd war ein Automobilhersteller im südafrikanischen Brits und eine Tochtergesellschaft des Unternehmens Alfa Romeo.

## Geschichte
Im Jahr 1958 wurden die ersten Exemplare der Giulietta nach Südafrika importiert. Später wurden die ersten Fahrzeuge in Südafrika bei Car Distributors and Assemblers (CDA) montiert.
Alfa Romeo South Africa wurde 1962 gegründet. Da die Montagelinien bei CDA vollständig ausgelastet waren, verlagerte Alfa Romeo die Produktion 1967 zu den Rosslyn Motor Assemblers. Im Jahr 1971 wurde mit Bau eines eigenen Werks in Brits begonnen, in dem zwei Jahre später die Produktion aufgenommen wurde.
Im Dezember 1985 wurde die Produktion in Südafrika nach schweren Verlusten eingestellt.
Südafrika war für Alfa Romeo zeitweise der wichtigste Markt außerhalb Italiens. Alfa Romeo war zudem im südafrikanischen Motorsport erfolgreich.

## Modelle
Das Werk in Brits stellte neben dem Alfasud die 2. Generation der Giulietta sowie Alfetta und Alfa 33 her. Hinzu kamen (ab 1978) der Fiat 128 (auch als Pick-up) sowie der Fiat Elita. Weitere Modelle waren der Alfa Romeo GTV sowie der Alfa 6. Von einigen Modellen (Alfasud, Giulietta, GTV) wurden auch Modelle hergestellt, die in Europa nicht erhältlich waren, so zum Beispiel eine Giulietta mit 150 bhp (112 kW) oder ein GTV mit 3 l Hubraum. Dieser GTV, der äußerlich durch eine große Hutze zu erkennen ist, leistete 174 PS (128 kW), war für den Motorsport gedacht und wurde 1984 bis 1985 in 212 Exemplaren hergestellt. Dieses Modell war seinerzeit das schnellste in Südafrika gebaute Automobil.
In den letzten beiden Jahren wurden im Werk in Brits zudem fast 4500 Exemplare des Daihatsu Charade hergestellt. Diese waren für den südafrikanischen oder für den italienischen Markt bestimmt.